# Dasylophia mocosa
Dasylophia mocosa är en fjärilsart som beskrevs av Paul Dognin 1895. Dasylophia mocosa ingår i släktet Dasylophia och familjen tandspinnare. Inga underarter finns listade i Catalogue of Life.